# میهای ووروش‌مارتی

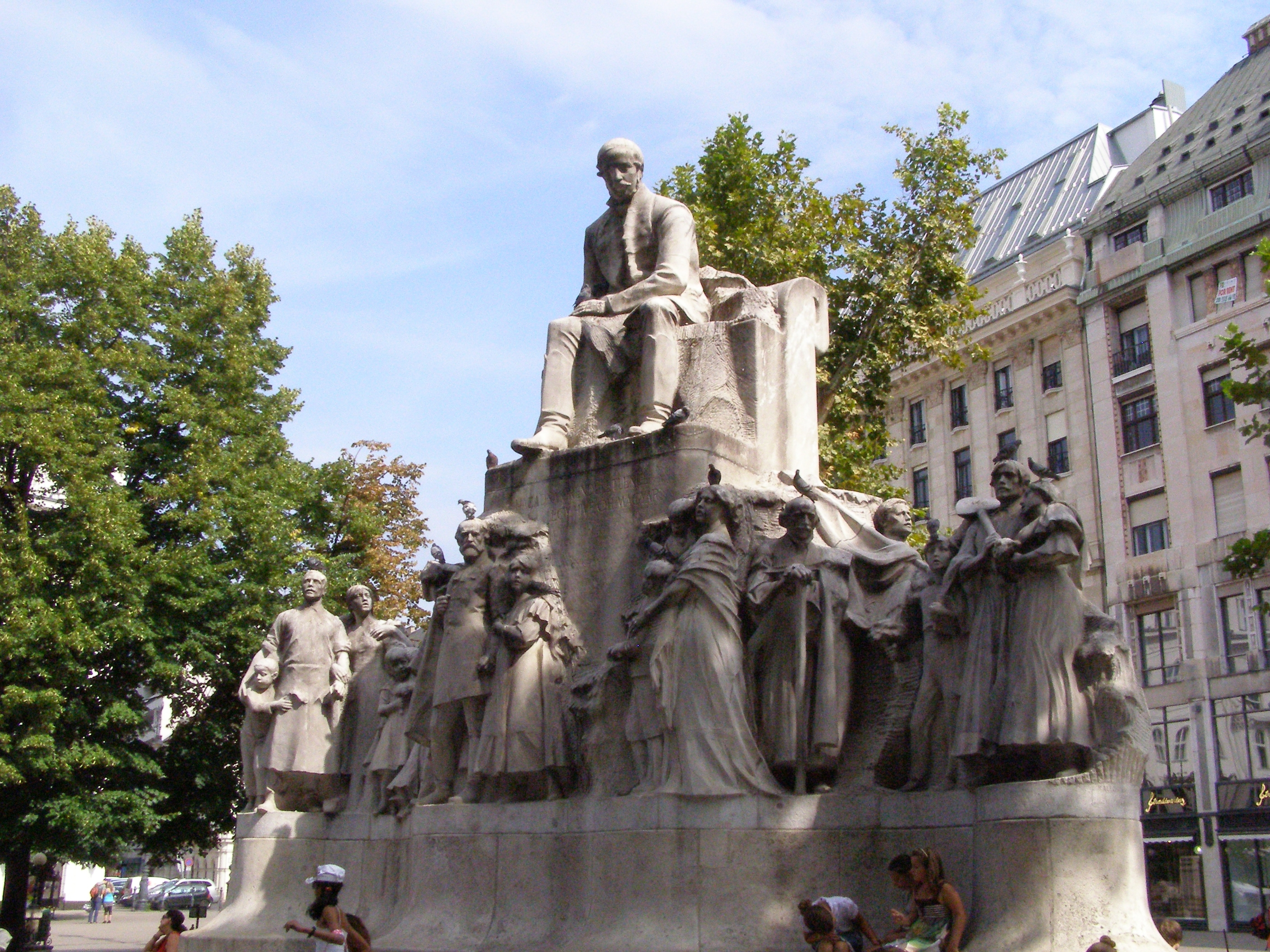
میدان ووروش‌مارتی در بوداپست

میهای ووروش‌مارتی (مجاری: Vörösmarty Mihály) وکیل، عضو فرهنگستان علوم و محفل کیش‌فالودی، شاعر و نمایشنامه‌نویس رمانتیک مجار بود.